# Hirsisaari (ö i Norra Savolax, Kuopio, lat 63,34, long 27,99)
Hirsisaari är en ö i Finland. Den ligger i sjön Syväri och i kommunen Kuopio i den ekonomiska regionen  Kuopio ekonomiska region  och landskapet Norra Savolax, i den centrala delen av landet, 400 km norr om huvudstaden Helsingfors. Öns area är 2,6 hektar och dess största längd är 290 meter i nord-sydlig riktning.